# Alicja Gaskon
Alicja Gaskon (ur. 1985 w Warszawie) – artystka sztuk wizualnych. Mieszka i pracuje w Nowym Jorku. Związana z Galerią Le Guern. W latach 2005–2010 studiowała malarstwo na Akademii Sztuk Pięknych w Warszawie na wydziale malarstwa oraz projektowanie wnętrz na wydziale Architektury WSEIZ w Warszawie. W 2007 roku zadebiutowała w wystawie zbiorowej pt. Natura a sztuka w Galerii Bałtyckiej w Ustce. Jest stypendystką międzynarodowego programu International Studio & Curatorial Program ISCP w Nowym Jorku. Otrzymała stypendia i rezydencje m.in. od Fundacji NARS, Asylum Arts, IAM Program at the New York Foundation for the Arts NYFA, ArtSlant, StartPoint Prize oraz Ministerstwa Kultury i Dziedzictwa Narodowego w Polsce.

## Twórczość

### Wystawy indywidualne
2019:
- Dividing Lines, indywidualna, Galeria Le Guern, Warszawa

2017:
- Cut / Control performance, w/Maria Rapicavoli, EFA Open Studios, Nowy Jork

2016:
- New Beginnings, Balzer Art Projects, Bazylea[1]
- Transitions, Instytut Polski, Budapeszt (z Forgo Arpad)[2]

2015:
- Myopia of Identity, Balzer Art Project, Bazylea
- The Open Work, Dubner Moderne, Lozanna[3]

2013:
- The Tetris Effect: Urbanism of Color, EspaceGaia Gallery, Genewa[4]
- FAB / Map.Struction, Espace Jean Miotte, Montreux

2012:
- MAP.struction: The Tetris Effect, EspaceGaia Gallery, Genewa
- The Dynamic Arena, Schweizer Kunstraum Gallery, Lozanna

2010:
- Torpedo Pinata II – derailment, Galeria Le Guern, Warszawa[5]

2009:
- Torpedo Pinata I, Akademia Sztuk Pięknych, Warszawa
- Berber, fotografia, Ambasada Maroka, Warszawa

### Wystawy zbiorowe
2020:
- A Small Needful Fact, After a Poem by Ross Gay. Assembly Room, Nowy Jork, US
- Home Land, Here, Together!. The Immigrant Artist Biennial [TIAB], Nowy Jork, US

2019:
- The Principle of Migration. New York Foundation for the Arts(inne języki), curated by Olivia Nitis, Nowy Jork, USA
- Breaching Borders. 16. Międzynarodowe Triennale Tkaniny. Centralne Muzeum Włókiennictwa, Łódź, Polska
- Century.idee Bauhaus, gallery drj––dr.julius | ap, Berlin, Niemcy
- Chopin & Friends Festival, Polish Cultural Institute New York, Slavic Center, Nowy Jork, USA

2018:
- Endless Biennial. EFA Project Space, Elizabeth Foundation for the Arts, Nowy Jork, USA
- The Map and the Territory. Fundacja NARS, curated by Tansy Xiao, Nowy Jork, USA
- Somewhere down the line. NARS Artist-In-Residence, curated by Vanessa Kowalski, Nowy Jork[6]
- Cardinal Planes, Korea Gallery, Korean Culture Center(inne języki), Nowy York, USA[7]

2017:
- Visual-Virtual, Noyes of Museum of Art(inne języki), Atlantic City, USA,
- Minimal Impulse, Balzer Project, Bazylea[8]

2016:
- Interior, Galeria Le Guern, Warszawa[9]

2015:
- f(x)=ax+b, Balzer Art Projects, Bazylea[10]
- Czysta Formalność, Galeria Labirynt, Lublin[11]
- Porządek z chaosu, Galeria Le Guern, Warszawa[12]
- MAG, Dubner Moderne, Salon d’Art Contemporain, Montreux
- Saatchi Screen, Saatchi Gallery, Londyn
- Nouveaux artistes à la galerie, Dubner Moderne, Lozanna

2012:
- Artissima, Artissima Contemporary Art Fair, by Galeria Le Guern, Turyn
- MAG 2012, Salon d’Art Contemporain, Montreux
- Art Takes Times Square, Chashama, Times Square, Nowy Jork
- Summer Six, EspaceGaia Gallery, Genewa

2011:
- Red&White, Schweizer Kunstraum Gallery, Lozanna
- StartPoint Prize Winners, Wannieck Gallery, Brno[13]
- ViennaFair, Contemporary Art Fair, Galeria Le Guern, Wiedeń

2010:
- Paranoja Show, Galeria 2A, Warszawa
- But w butonierce, Galeria Młodych Twórców, Warszawa

2007:
- Natura a sztuka, Galeria Bałtycka, Ustka

### Stypendia i Nagrody
- 2019 International Studio and Curatorial Program (ISCP), Nowy Jork, USA
- 2019 Asylum Arts, Garisson, Nowy Jork, USA
- 2018 NARS Foundation Residency, Brooklyn, Nowy Jork, USA[14]
- 2017 ArtSlant Prize Juried Winner, Painting Category, 6th Edition[15]
- 2017 IAM Program, New York Foundation for the Arts NYFA, Nowy Jork, USA[16]
- 2013 Miami Art, nagroda Art Miami Scope 2013 za cykl prac Le Lignon[17].
- 2011 StartPoint Prize, najlepsze dyplomy artystyczne w Europie z 2010.[18]

## Kolekcje
- Centralne Muzeum Włokiennictwa, Łódź
- Stiftung Konzeptuelle Kunst, Soest, Niemcy